# Évêque de Leicester

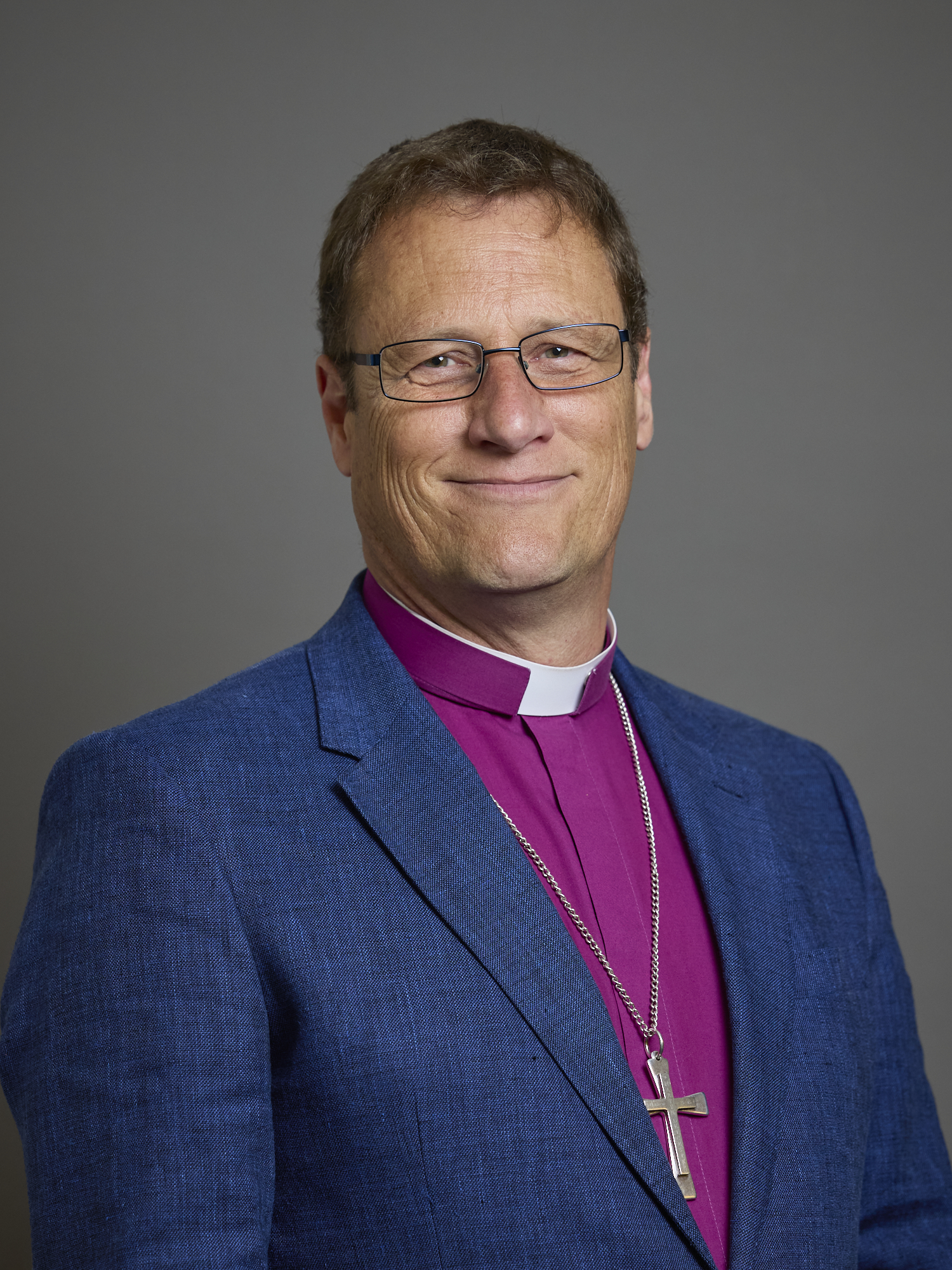
Martyn Snow, évêque de Leicester depuis 2016

L'évêque de Leicester est à la tête du diocèse anglican de Leicester, dans la province de Cantorbéry.

## Histoire
Le premier évêché de Leicester est fondé à l'époque anglo-saxonne, au VIIe siècle, sur un territoire correspondant à celui occupé par le peuple des Angles du Milieu. Il disparaît à la fin du IXe siècle, sous la pression viking, et se relocalise à Dorchester, puis à Lincoln.
Le titre est recréé à la fin du XIXe siècle pour des évêques suffragants du diocèse de Peterborough. En 1927, le diocèse de Leicester est détaché de Peterborough.

## Liste des évêques de Leicester

### Évêques suffragants
- 1888-1903 : Francis Thicknesse
- 1903-1913 : Lewis Clayton
- 1913-1927 : Norman Lang

### Évêques contemporains
- 1927-1940 : Cyril Bardsley
- 1940-1953 : Guy Smith
- 1953-1979 : Ronald Williams
- 1979-1991 : Richard Rutt
- 1991-1999 : Thomas Butler
- 1999-2015 : Tim Stevens
- depuis 2016 : Martyn Snow